# قسم وحدتية الريفي (مقاطعة دشتستان)
قسم وحدتية الريفي (بالفارسية: دهستان وحدتیه) هي قسم تقع في إيران في ناحية سعد آباد. يقدر عدد سكانها بـ 2,120 نسمة .